# Parastheneboea laeviventris
Parastheneboea laeviventris är en insektsart som först beskrevs av Ludwig Redtenbacher 1908.  Parastheneboea laeviventris ingår i släktet Parastheneboea och familjen Diapheromeridae. Inga underarter finns listade i Catalogue of Life.